# Mitosis

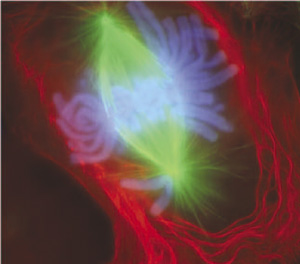
Micrografía de una célula mitótica pulmonar de tritón.

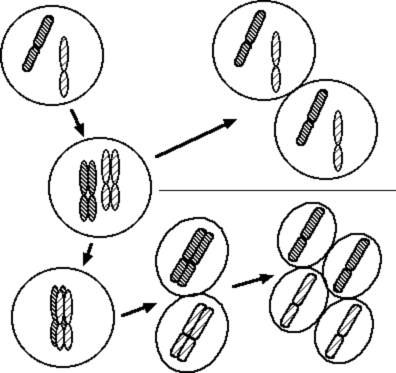
Cromosomas homólogos en mitosis (arriba) y meiosis (abajo).

En biología, la mitosis es un proceso que ocurre en el núcleo de las células eucariotas y que precede inmediatamente a la división celular. Consiste en el reparto equitativo del material hereditario (ADN) característico. Este tipo de división ocurre en las células somáticas y normalmente concluye con la formación de dos núcleos (cariocinesis), seguido de otro proceso independiente de la mitosis que consiste en la separación del citoplasma (citocinesis), para formar dos células hijas.
Todas las células se preparan para la división celular formando un “huso mitótico”, una máquina bipolar hecha de un grupo de proteínas asociadas. Este dispositivo organiza el ADN ya duplicado para que la copia de cada cromosoma se adhiera a cada extremo del eje. Tanto la formación como la función del huso requieren una dinámica MT controlada, así como las acciones de múltiples enzimas motoras. Los movimientos impulsados por el eje separan los cromosomas duplicados en dos conjuntos distintos que luego se mueven hacia los extremos opuestos de la célula para así dividirse. Las dos células que se forman posteriormente por citocinesis contienen todos los genes necesarios para crecer y dividirse nuevamente.
Fue descubierto por Walther Flemming, que entre 1879 y 1882 visualizó y describió cómo se dividían y se replicaban. Pero fue descrita por primera vez en 1848 por el botánico Wilhelm Hofmeister.
La mitosis completa, que produce células genéticamente idénticas, es el fundamento del crecimiento, de la reparación tisular y de la reproducción asexual. La otra forma de división del material genético de un núcleo se denomina meiosis.

## Introducción
La mitosis es la división del núcleo celular en la que se conserva intacta la información genética contenida en los cromosomas, que pasa de esta manera sin modificaciones a las dos células hijas resultantes. La mitosis es igualmente un verdadero proceso de multiplicación celular que participa en el desarrollo, el crecimiento y la regeneración del organismo. Este  proceso tiene lugar por medio de una serie de operaciones sucesivas que se desarrollan de una manera continua, pero para facilitar su estudio han sido separadas en varias etapas.

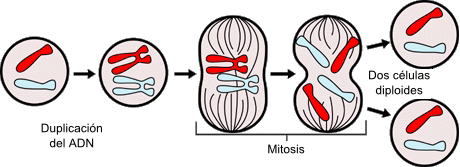
Esquema que muestra de manera resumida lo que ocurre durante la mitosis.

El resultado esencial de la mitosis es la continuidad de la información hereditaria de la célula madre en cada una de las dos células hijas. El genoma se compone de una determinada cantidad de genes organizados en cromosomas, hebras de ADN muy enrolladas que contienen la información genética vital para la célula y el organismo. Dado que cada célula debe contener completa la información genética propia de su especie, la célula madre debe hacer una copia de cada cromosoma antes de la mitosis, de forma que las dos células hijas reciban completa la información. Esto ocurre durante la fase S de la interfase, el período que alterna con la mitosis en el ciclo celular y en el que la célula entre otras cosas se prepara para dividirse.
Tras la duplicación del ADN, cada cromosoma consistirá en dos copias idénticas de la misma hebra de ADN, llamadas cromátidas hermanas, unidas entre sí por una región del cromosoma llamada centrómero. Cada cromática hermana no se considera en esa situación un cromosoma en sí mismo, sino parte de un cromosoma que provisionalmente consta de dos cromátidas.
En animales y plantas, pero no siempre en hongos o protistas, la envoltura nuclear que separa el ADN del citoplasma se desintegra, desapareciendo la capa que separaba el contenido nuclear del citoplasma. Los cromosomas se ordenan en el plano ecuatorial de la célula, perpendicular a un eje definido por un huso acromático. Este es una estructura citoesquelética compleja, de forma ahusada, constituido por fibras que son filamentos de microtúbulos. Las fibras del huso dirigen el reparto de las cromátidas hermanas, una vez producida su separación, hacia los extremos del huso.  Por convenio científico, a partir de este momento cada cromátida hermana sí se considera un cromosoma completo, y empezamos a hablar de cromosomas hermanos para referirnos a las estructuras idénticas que hasta ese momento llamábamos cromátidas. Como la célula se alarga, las fibras del huso «jalan» por el centrómero a los cromosomas hermanos dirigiéndolos cada uno a uno de los polos de la célula. En las mitosis más comunes, llamadas abiertas, la envoltura nuclear se deshace al principio de la mitosis y se forman dos envolturas nuevas sobre los dos grupos cromosómicos al acabar. En las mitosis cerradas, que ocurren por ejemplo en levaduras, todo el reparto ocurre dentro del núcleo, que finalmente se estrangula para formar dos núcleos separados.
Se llama cariocinesis a la formación de los dos núcleos con que concluye habitualmente la mitosis. Es posible, y ocurre en ciertos casos, que el reparto mitótico se produzca sin cariocinesis (endomitosis) dando lugar a un núcleo con el material hereditario duplicado (doble número de cromosomas).
La mitosis se completa casi siempre con la llamada citocinesis o división del citoplasma. En las células animales la citocinesis se realiza por estrangulación: la célula se va estrechando por el centro hasta que al final se separa en dos. En las células de las plantas se realiza por tabicación, es decir, las células hijas “construyen” una nueva región de pared celular que dividirá la una de la otra dejando puentes de citoplasma (plasmodesmos). Al final, la célula madre se parte por la mitad, dando lugar a dos células hijas, cada una con una copia equivalente y completa del genoma original.
Cabe señalar que las células procariotas experimentan un proceso similar a la mitosis llamado fisión binaria. No se puede considerar que las células procariotas experimenten mitosis, dado que carecen de núcleo y únicamente tienen un cromosoma sin centrómero.

## Cariocinesis

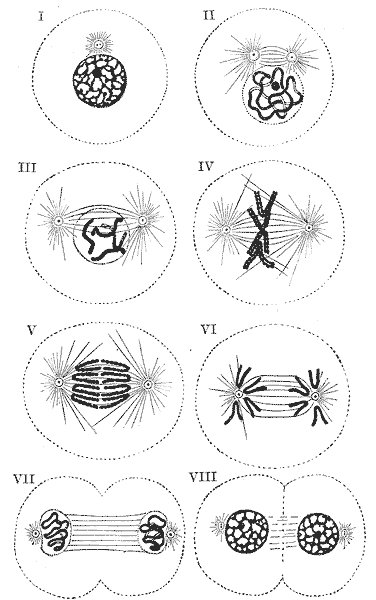
Diagrama que muestra los cambios que ocurren en los centrosomas y el núcleo de una célula durante la división mitótica.

La cariocinesis (del griego cario = núcleo y cinesis = movimiento), mitosis astral o mitosis anfiastral, es la división del núcleo celular. Consiste en la primera fase de la mitosis, que es el proceso por el cual el material genético de una célula madre se distribuye de manera idéntica entre dos células hijas.
En células animales poseen un organelo no membranoso llamado áster o centro celular, formado por un par de centriolos, que al dividirse en profase temprana, se dirigen hacia los polos opuestos de la célula, formando el aparato del huso mitótico, acrosómico o acromático.

## Fases del ciclo celular
La división de las células eucariotas es parte de un ciclo vital continuo, el ciclo celular, en el que se distinguen dos períodos mayores, la interfase, durante la cual se produce la duplicación del ADN, y la mitosis, durante la cual se produce el reparto idéntico del material antes duplicado. 
La mitosis es una fase relativamente corta en comparación con la duración de la interfase.

### Interfase
Durante la interfase, la célula se encuentra en estado basal de funcionamiento. En dicha fase se lleva a cabo la replicación del ADN y la duplicación de los orgánulos para tener un duplicado de todo antes de dividirse. Es la etapa previa a la mitosis donde la célula se prepara para dividirse, en ésta, los centríolos y la cromatina se duplican, aparecen los cromosomas los cuales se observan dobles. El primer proceso clave para que se dé la división celular es que todas las cadenas de ADN se dupliquen (replicación del ADN); esto se da inmediatamente antes de que comience la división, en un período del ciclo celular llamado interfase, que es aquel momento de la vida celular en que ésta no se está dividiendo. Tras la replicación tendremos dos juegos de cadenas de ADN, por lo que la mitosis consistirá en separar esas cadenas y llevarlas a las células hijas. Para conseguir esto se da otro proceso crucial que es la conversión de la cromatina en cromosomas.
La duración del ciclo celular en una célula típica es de 16 horas: 5 horas para G1, 7 horas para S, tres horas para G2 y 1 hora para la división. Este tiempo depende del tipo de célula que sea.

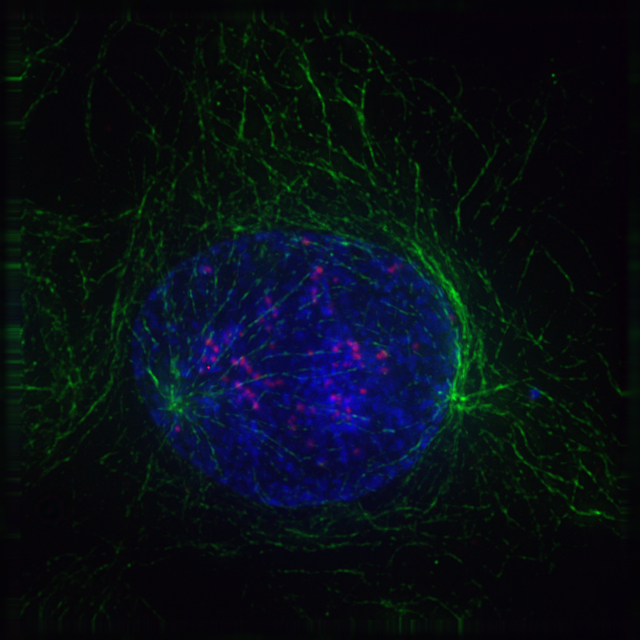
Profase: Los dos centros de origen de los microtúbulos (en verde) son los centrosomas. La cromatina ha comenzado a condensarse y se observan las cromátidas (en azul). Las estructuras en color rojo son los cinetocoros. (Micrografía obtenida utilizando marcajes fluorescentes).

#### Profase
Se produce en ella la condensación del material genético (ADN), para formar unas estructuras altamente organizadas, los cromosomas. Como el material genético se ha duplicado previamente durante la fase S de la Interfase, los cromosomas replicados están formados por dos cromátidas, unidas a través del centrómero por moléculas de cohesinas.
Uno de los hechos más tempranos de la profase en las células animales es la duplicación del centrosoma; los dos centrosomas hijos (cada uno con dos centriolos) migran entonces hacia extremos opuestos de la célula. Los centrosomas actúan como centros organizadores de unas estructuras fibrosas, los microtúbulos, controlando su formación mediante la polimerización de tubulina soluble. De esta forma, el huso de una célula mitótica tiene dos polos que emanan microtúbulos. 
En la profase tardía desaparece el nucléolo y se desorganiza la envoltura nuclear.

#### Prometafase
La envoltura nuclear se ha disuelto, y los microtúbulos (verde) invaden el espacio nuclear. Los microtúbulos pueden anclar cromosomas (azul) a través de los cinetocoros (rojo) o interactuar con microtúbulos emanados por el polo opuesto. Esto se denomina mitosis abierta. Los hongos y algunos protistas, como las algas o las tricomonas, realizan una variación denominada mitosis cerrada, en la que el huso se forma dentro del núcleo o sus microtúbulos pueden penetrar a través de la  envoltura nuclear intacta.
Cada cromosoma ensambla dos cinetocoros hermanos sobre el centrómero, uno en cada cromátida. Un cinetocoro es una estructura proteica compleja a la que se anclan los microtúbulos. Aunque la estructura y la función del cinetocoro no se conoce completamente, contiene varios motores moleculares, entre otros componentes. Cuando un microtúbulo se ancla a un cinetocoro, los motores se activan, utilizando energía de la hidrólisis del ATP para "ascender" por el microtúbulo hacia el centrosoma de origen. Esta actividad motora, acoplada con la polimerización/despolimerización de los microtúbulos, proporciona la fuerza de empuje  necesaria para separar más adelante las dos cromátidas de los cromosomas.
Cuando el huso crece hasta una longitud suficiente, los microtúbulos asociados a cinetocoros empiezan a buscar cinetocoros a los que anclarse. Otros microtúbulos no se asocian a cinetocoros, sino a otros microtúbulos originados en el centrosoma opuesto para formar el huso mitótico. La prometafase se considera a veces como parte de la profase.

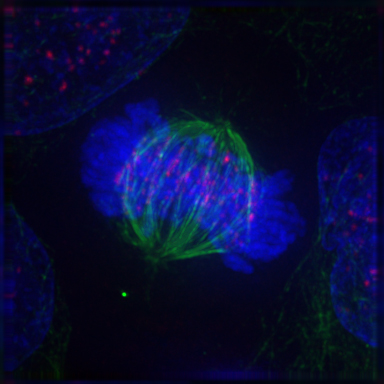
Metafase: Los cromosomas se encuentran alineados en la placa metafásica.

#### Metafase
A medida que los microtúbulos encuentran y se anclan a los cinetocoros durante la prometafase, los centrómeros de los cromosomas se congregan en la "placa metafásica" o "plano ecuatorial", una línea imaginaria que es equidistante de los dos centrosomas que se encuentran en los 2 polos del huso. Este alineamiento equilibrado en la línea media del huso se debe a las fuerzas iguales y opuestas que se generan por los cinetocoros hermanos. El nombre "metafase" proviene del griego μετα que significa "después".
Dado que una separación cromosómica correcta requiere que cada cinetocoro esté asociado a un conjunto de microtúbulos (que forman las fibras cinetocóricas), los cinetocoros que no están anclados generan una señal para evitar la progresión prematura hacia la anafase antes de que todos los cromosomas estén correctamente anclados y alineados en la placa metafásica. Esta señal activa el checkpoint de mitosis.

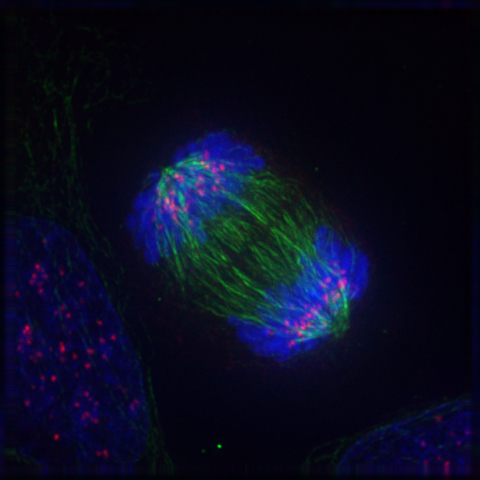
Anafase: los microtúbulos anclados a cinetocoros se acortan y los dos juegos de cromosomas se aproximan a cada uno de los centrosomas.

#### Anafase
Cuando todos los cromosomas están correctamente anclados a los microtúbulos del huso y alineados en la placa metafásica, la célula procede a entrar en anafase (del griego ανα que significa "arriba", "contra", "atrás" o "re-"). Es la fase crucial de la mitosis, porque en ella se realiza la distribución de las dos copias de la información genética original. 
Entonces tienen lugar dos sucesos. Primero, las proteínas que mantenían unidas ambas cromátidas hermanas (las cohesinas), son cortadas, lo que permite la separación de las cromátidas. Estas cromátidas hermanas, que ahora son cromosomas hermanos diferentes, son separados por los microtúbulos anclados a sus cinetocoros al desensamblarse, dirigiéndose hacia los centrosomas respectivos. 
A continuación, los microtúbulos no asociados a cinetocoros se alargan, empujando a los centrosomas (y al conjunto de cromosomas que tienen asociados) hacia los extremos opuestos de la célula. Este movimiento parece estar generado por el rápido ensamblaje de los microtúbulos.
Estos dos estados se denominan a veces anafase temprana (A) y anafase tardía (B). La anafase temprana viene definida por la separación de cromátidas hermanas, mientras que la tardía por la elongación de los microtúbulos que produce la separación de los centrosomas. Al final de la anafase, la célula ha conseguido separar dos juegos idénticos de material genético en dos grupos definidos, cada uno alrededor de un centrosoma. 

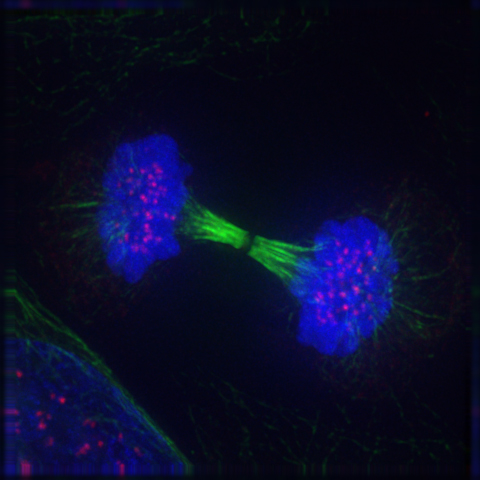
Telofase: Los cromosomas decondensados están rodeados por la membrana nuclearica.

#### Telofase
La telofase (del griego τελος, que significa "finales") es la reversión de los procesos que tuvieron lugar durante la profase y prometafase. Durante la telofase, los microtúbulos no unidos a cinetocoros continúan alargándose, estirando aún más la célula. Los cromosomas hermanos se encuentran cada uno asociado a uno de los polos. La envoltura nuclear se reforma alrededor de ambos grupos cromosómicos, utilizando fragmentos de la envoltura nuclear de la célula original. Ambos juegos de cromosomas, ahora formando dos nuevos núcleos, se descondensan de nuevo en cromatina. La cariocinesis ha terminado, pero la división celular aún no está completa.
Si a continuación no se produce la citocinesis, entonces se originará una célula binucleada. La polinucleación en los tejidos de muchos organismos, es un proceso genéticamente programado de citodiferenciación y desarrollo.
El siguiente paso es la citocinesis, generalmente aparece en secuencia inmediata al terminar la cariocinesis.

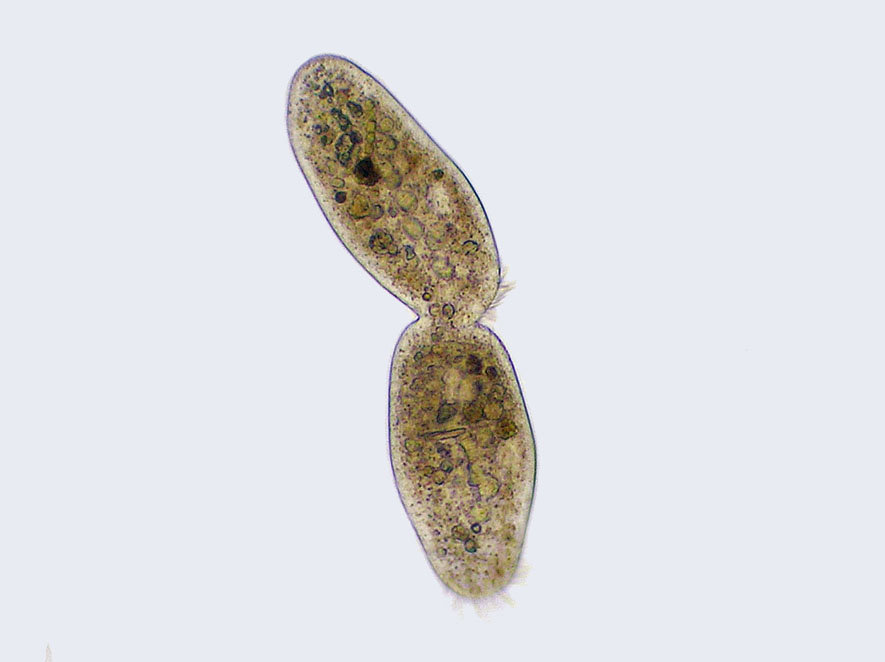
Especies desconocidas de ciliophora en las últimas fases de la mitosis (citocinesis), con el surco de división siendo claramente visible.

### Citocinesis
La citocinesis es un proceso independiente, que se inicia simultáneamente a la telofase. Técnicamente no es parte de la mitosis, sino un proceso aparte, necesario para completar la división celular. En las células animales, se genera un surco de escisión (cleavage furrow) que contiene un anillo contráctil de actina en el lugar donde estuvo la placa metafásica, estrangulando el citoplasma y aislando así los dos nuevos núcleos en dos células hijas. Tanto en células animales como en plantas, la división celular está dirigida por vesículas derivadas del aparato de Golgi, que se mueven a lo largo de los microtúbulos hasta la zona ecuatorial de la célula. En plantas esta estructura coalesce en una placa celular en el centro del fragmoplasto y se desarrolla generando una pared celular que separa los dos núcleos. El fragmoplasto es una estructura de microtúbulos típica de plantas superiores, mientras que algunas algas utilizan un vector de microtúbulos denominado  ficoplasto durante la citocinesis. Al final del proceso, cada célula hija tiene una copia completa del genoma de la célula original. El final de la citocinesis marca el final de la fase M.

Esquema resumen de las distintas fases de la división celular: profase, prometafase, metafase, anafase, telofase y citocinesis.

## Consecuencias de la mitosis
Mediante el proceso mitótico, el material genético se divide en dos núcleos idénticos, con lo que las dos células hijas que resultan si se produce la división del citoplasma (citocinesis) serán genéticamente idénticas. Por tanto, la mitosis es un proceso de división conservativo, ya que el material genético se mantiene de una generación celular a la siguiente.  La mayor parte de la expresión génica se detiene durante la mitosis, pero mecanismos epigenéticos funcionan durante esta fase, para "recordar" los genes que estaban activos en mitosis y transmitirlos a las células hijas.

## Errores en la mitosis
Aunque los errores en la mitosis son muy poco frecuentes, este proceso puede fallar, especialmente durante las primeras divisiones celulares en el cigoto. Los errores mitóticos pueden ser especialmente peligrosos para el organismo, porque el descendiente futuro de la célula madre defectuosa mantendrá la misma anomalía.
Un cromosoma puede no separarse durante la anafase. Este fenómeno se denomina "no-disyunción". Si esto ocurre, una célula hija recibirá dos cromosomas hermanos y la otra se quedará sin ninguno. Esto da lugar a que una célula tenga tres cromosomas que codifiquen la misma información genética (dos hermanos y un homólogo), una condición conocida como trisomía, y la otra célula, que solamente tiene un cromosoma (el cromosoma homólogo), tendrá monosomía. Estas células se consideran aneuploides, y la aneuploidía puede causar inestabilidad genética, un hecho frecuente en cáncer.
La mitosis es un proceso traumático. La célula pasa por cambios drásticos en su estructura, algunos orgánulos se desintegran y se reconstruyen en cuestión de horas, y los microtúbulos tiran constantemente de los cromosomas. Por tanto, en ocasiones los cromosomas pueden dañarse. Un brazo del cromosoma se puede romper y perder un fragmento, causando deleción. El fragmento puede incorporarse incorrectamente a otro cromosoma no homólogo, causando translocación. Se puede integrar de nuevo al cromosoma original, pero en una orientación inversa, causando inversión. O se puede tratar erróneamente como un cromosoma separado, causando duplicación cromosómica. 
Una parte de estos errores pueden detectarse por alguno de los puntos de control existentes a través del ciclo celular, lo cual produce una parada en la progresión celular, dando tiempo a los mecanismos reparadores a corregir el error. Si esto no ocurre, el efecto de estas anormalidades genéticas dependerá de la naturaleza específica del error. Puede variar de una anomalía imperceptible, a carcinogénesis o a la muerte del organismo.

## Endomitosis
La endomitosis es una variante de la mitosis sin división nuclear o celular, lo que da lugar a células con muchas copias del mismo cromosoma en el mismo núcleo. Este proceso también se denomina endoreduplicación, y las células resultantes endopoliploides.Un ejemplo de una célula que sufre endomitosis es el megacariocito.